# Pholisma

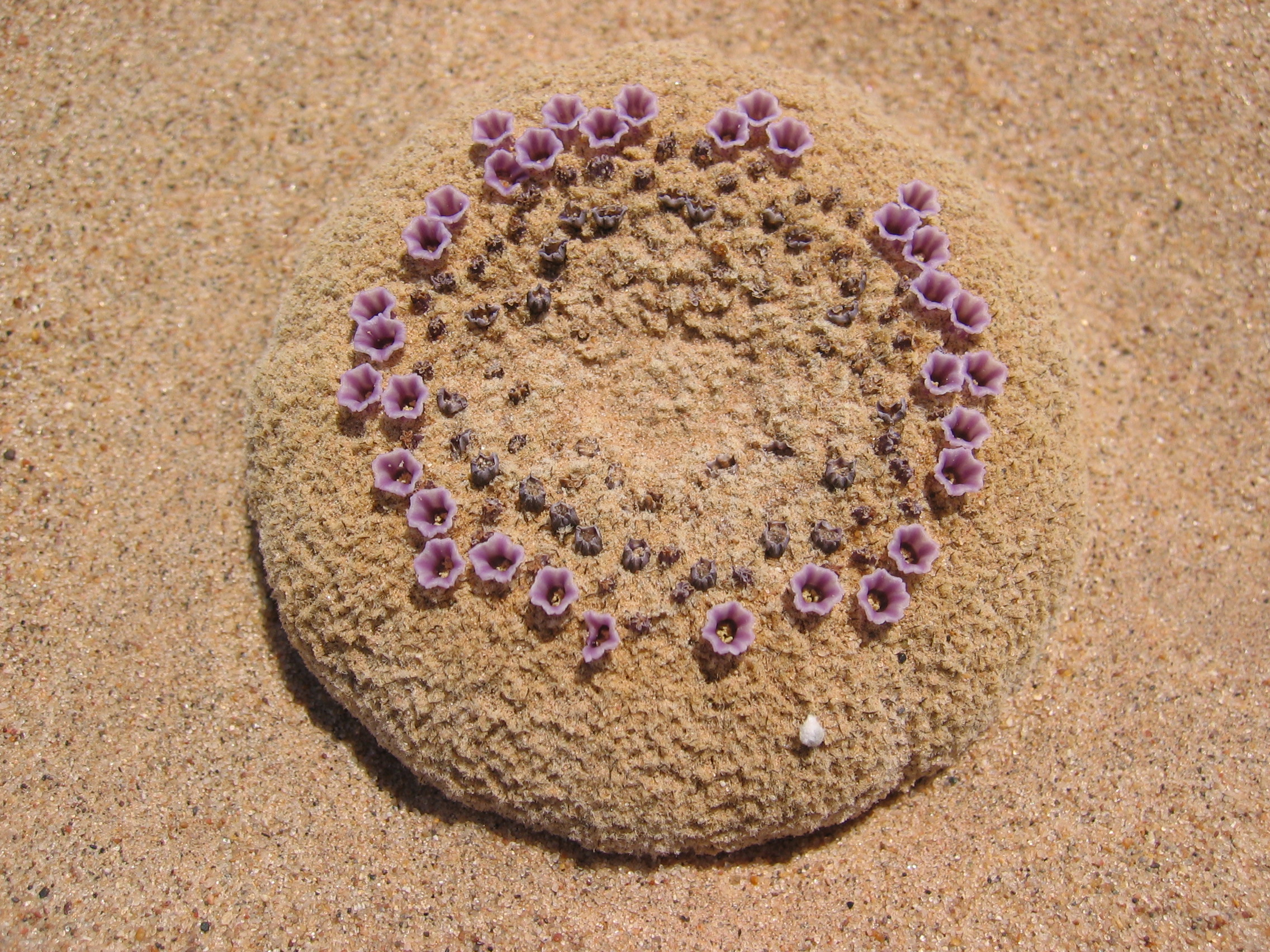
Pholisma sonorae

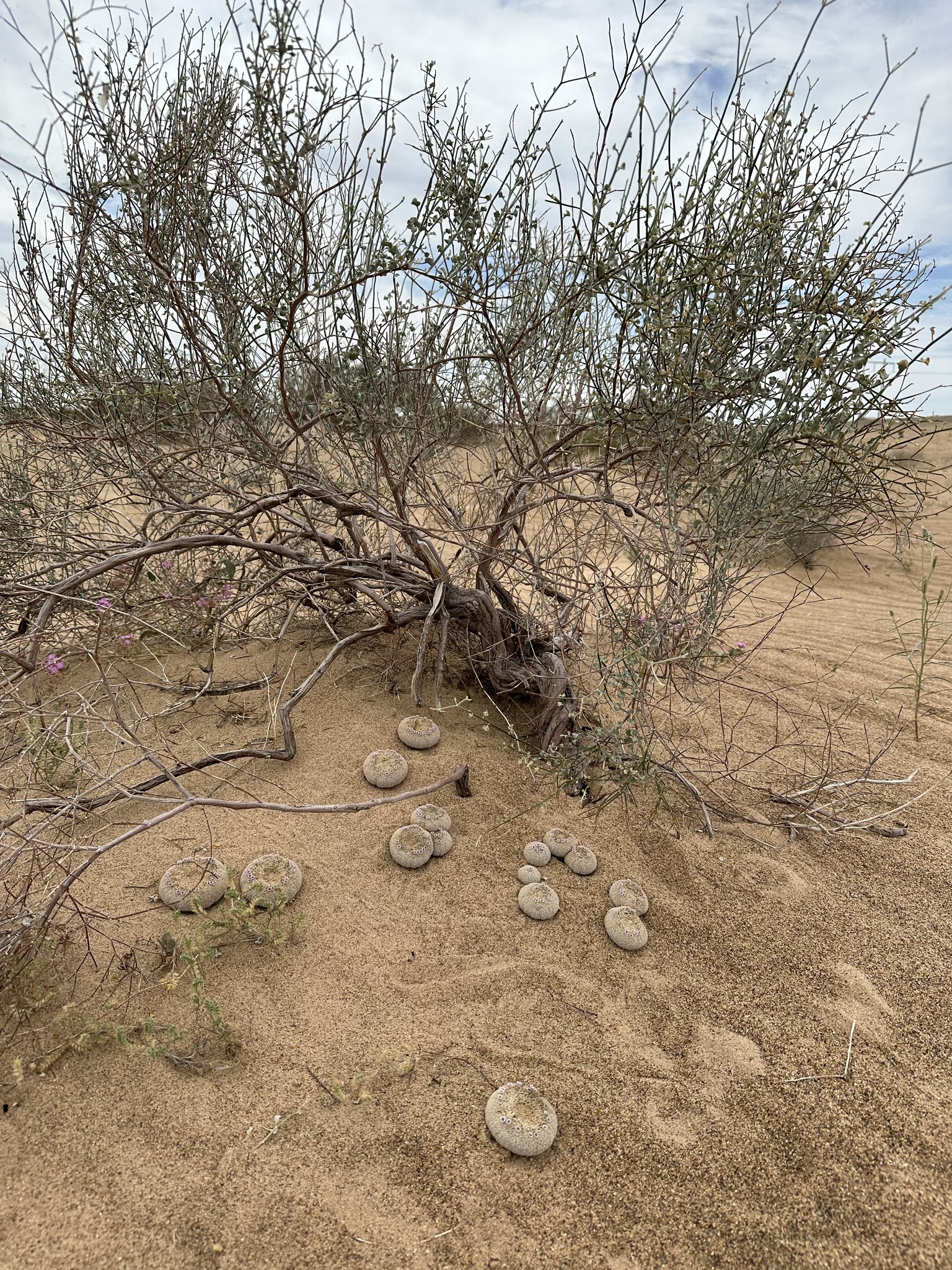
Stanowisko Pholisma sonorae

Pholisma Nutt. ex Hook. − rodzaj roślin pasożytniczych z rodziny Ehretiaceae, w niektórych ujęciach zaliczany do rodzin Lennoaceae lub ogórecznikowatych. Należą do niego trzy gatunki, zasiedlające pustynie i półpustynie w południowo-zachodniej Ameryce Północnej, na obszarze od Arizony i Kalifornii do północnego Meksyku.
Nazwa naukowa rodzaju pochodzi od greckiego słowa φωλιά (folia – gniazdo) lub φολίς (folis – łuska).

## Morfologia
PokrójWieloletnie, gruboszowate, pasożytnicze rośliny zielne. Uznawane za rośliny bezzieleniowe, aczkolwiek u roślin z gatunku Pholisma arenarium odkryto obecność chlorofilu A.
PędyCałkowicie lub niemal całkowicie podziemne, osiągające do 1,5 m długości i 5 cm średnicy. Wierzchołkowo niekiedy powiększone, tworzące grzybopodobny organ, na którym wyrasta kwiatostan.
KorzenieRośliny tworzą długie, rozchodzące się poziomo korzenie pilotowe, z których, po kontakcie z korzeniami rośliny żywicielskiej, wyrastają krótkie, nierozgałęzione i smukłe korzenie ssawkowe, tworzące finalnie masywny i nieregularny organ ssawkowy.
LiścieZnacznie zredukowane, długości 5–25 mm, równowąskie do deltowatych, łuskowate, naprzemianległe, ułożone spiralnie, pozbawione przylistków, proste, całobrzegie, pokryte włoskami gruczołowymi.
KwiatySzypułkowe lub siedzące, obupłciowe, zebrane w zróżnicowane wierzchotki lub kłosy, główkowate (kulistawe). Długość głównej osi oraz poziom rozgałęzienia kwiatostanu różni się między gatunkami. Najbardziej zaawansowany kwiatostan roślin z gatunku Pholisma sonorae jest dużą, wklęsłą i bocznie rozszerzoną główką, z pozoru przypominającą grzyb. Pęd kwiatostanowy rośnie w miarę zasypywania przez piasek, utrzymując kwiatostan powyżej poziomu gruntu, mogąc osiągnąć długość nawet 2 metrów. Okwiat promienisty lub nieco grzbiecisty, zwykle (4)5–9(10)-krotny. Liczba działek kielicha i pręcików jest niekiedy mniejsza od liczby płatków korony. Kielich rurkowaty lub o działkach zrośniętych przynajmniej u nasady, pokrytych włoskami gruczołowymi, trwały. Płatki korony liliowe do niebieskawofioletowych, różowych lub fiołkoworóżowych, niekiedy o białych brzegach, zrośnięte na większości swojej długości, łatki zwinięte do wewnątrz, stykające się. Pręciki zrosłe z rurką korony, położone w jednym rzędzie, naprzemianlegle z łatkami, wzniesione. Pylniki pękające przez podłużne szczeliny. Miodniki nieobecne. Zalążnia górna, powstaje z 5–17 owocolistków tworzących komory przedzielone fałszywymi przegrodami. W każdej fałszywej komorze rozwija się pojedynczy zalążek. Szyjka słupka prosta.
OwoceTorebkopodobne, nieregularnie pękające przez poprzeczną szczelinę nieco poniżej połowy ich długości. Nasiona drobne, długości 0,5–1 mm, osadzone w stwardniałej tkance zalążni tworzącej pestkę.

## Biologia i ekologia
RozwójPo przekwitnięciu rośliny całkowicie obumierają, odradzając się z niezróżnicowanej tkanki pozostałej w miejscu zakażenia rośliny żywicielskiej.
Kwiaty Pholisma sonorae zapylane są przez owady, takie jak grzebaczowate z gatunku Bembix rugosa, bujankowate z rodzaju Aphoebantus oraz kuczmanowate z gatunku Leptoconops californiensis.
U Pholisma sonorae zaobserwowano, że owocostany odrywają się od rośliny i są przenoszone przez wiatr, a następnie rozpadają się podczas upadku na ziemię. Zaobserwowano, że fragmenty owocostanów zbierane są przez mrówki żniwiarskie (zbierające i przenoszące do swoich gniazd nasiona).
SiedliskoWystępują na wydmach (śródlądowych i przybrzeżnych) oraz innych obszarach piaszczystych, czasami na pustyniach (Sonora i Mojave), rzadziej w ciernistych formacjach zaroślowych na zboczach gór.
Interakcje międzygatunkoweRoślinami żywicielskimi są przedstawiciele astrowatych, ogórecznikowatych, nocnicowatych, rdestowatych, parolistowatych, a także należące do tej samej rodziny co Pholisma rośliny z rodzaju Tiquilia. Szczególnie często pasożytują na trójskrzynach i ambrozjach. Rośliny poszczególnych populacji pasożytują na ogół tylko na jednym lub dwóch gatunkach roślin żywicielskich, nawet jeśli występują inni potencjalni żywiciele. Fakt, że zarażone pasożytami rośliny żywicielskie wyglądają zupełnie zdrowo, wzbudził spekulacje, że Pholisma mogą wchłaniać wilgoć poprzez liczne aparaty szparkowe, przekazując jej część swoim gospodarzom przez haustoria. Hipoteza ta, wskazująca na częściowo symbiotyczny związek między pasożytem a żywicielem, nie została jednak dotychczas dostatecznie zbadana.
Pędy Pholisma są źródłem pożywienia i wody dla zajęcy wielkouchych.
GenetykaPodstawowa liczba chromosomów x wynosi 9. Wszystkie gatunki są tetraploidami, o liczbie 2n równej 36.

## Systematyka
Pozycja systematycznaWedług Angiosperm Phylogeny Website rodzaj zaliczany do plemienia Pholismateae w rodzinie Ehretiaceae z rzędu ogórecznikowców (Boraginales).
W innych ujęciach zaliczany do rodziny Lennoaceae lub do rodziny ogórecznikowatych, w tym do wyróżnianej w jej ramach podrodziny Lennooideae.
Wykaz gatunków
- Pholisma arenarium Nutt.
- Pholisma culiacana (Dressler & Kuijt) Yatsk.
- Pholisma sonorae (Torr.) Yatsk.

## Zastosowanie użytkowe
Mięsiste, słodkawe, podziemne pędy Pholisma były zbierane przez rdzenne plemiona południowo-zachodniej Ameryki Północnej i spożywane surowe, gotowane, pieczone lub suszone. Szczególnie istotną rolę spożywczą odgrywał gatunek Pholisma sonorae, zwany przez miejscowych Meksykanów „camote de los medanos” (batat z wydm). Ze zmielonych, suszonych kawałków pędów Pholisma sonorae oraz nasion jadłoszynu przygotowywano mąkę. Próby uprawy tego gatunku nie powiodły się.